# Миноносцы типа V-186
Миноносцы типа V-186 — тип эскадренных миноносцев (по официальной классификации — больших миноносцев), состоявший на вооружении Военно-морского флота Германии в период Первой мировой войны. Аналогичен типу V-180. Всего было построено 6 миноносцев этого типа (все по программе 1910 года)

## Энергетическая установка
На кораблях типа в качестве ГЭУ была установлена паротурбинная ЭУ мощностью 18 080 л. с., состоящая из 2 турбин и 3 военно-морских угольных котлов и 1 военно-морского нефтяного котла. Максимальные запасы топлива на эсминцах типа составляли 121 тонну угля и 76 тонн нефти.

## Вооружение
Миноносцы вооружались 2х1 88-мм орудиями. Торпедное вооружение эсминцев состояло из 4 500-мм торпедных аппаратов.

## Список миноносцев типа
| Название | Дата закладки | Дата спуска на воду | Дата вступления в состав флота | Примечания |
| -------- | ------------- | ------------------- | ------------------------------ | ---------- |
| V-186    | 1910          | 28 ноября 1910      | 21 апреля 1911                 |            |
| V-187    | 1910          | 11 января 1911      | 14 мая 1911                    |            |
| V-188    | 1910          | 6 февраля 1911      | 20 мая 1911                    |            |
| V-189    | 1910          | 14 марта 1911       | 30 июня 1911                   |            |
| V-190    | 1910          | 12 апреля 1911      | 5 августа 1911                 |            |
| V-191    | 1910          | 2 июня 1911         | 28 сентября 1911               |            |